# Kedung Loteng
Kedung Loteng is een bestuurslaag in het regentschap Purworejo van de provincie Midden-Java, Indonesië. Kedung Loteng telt 633 inwoners (volkstelling 2010).